# Rubert Martínez
Rubert Martínez Texidor (ur. 16 lipca 1985) – kubański judoka. Olimpijczyk z Aten 2004, gdzie odpadł w eliminacjach w wadze lekkiej.
Uczestnik mistrzostw świata w 2003. Startował w Pucharze Świata w 2003 i 2007. Srebrny medalista igrzysk panamerykańskich w 2003. Brązowy medalista mistrzostw panamerykańskich w 2002 i 2004 roku. 

## Letnie Igrzyska Olimpijskie 2004
| Konkurencja | Eliminacje             | Klas. końcowa |
| Konkurencja | Przeciwnik I           | Miejsce       |
| ----------- | ---------------------- | ------------- |
| 73 kg       | Jo’el Razwozow (ISR) P | 1 runda       |